# Scenic State Park CCC/WPA/Rustic Style Historic Resources
 (septembre 2020).
Les Scenic State Park CCC/WPA/Rustic Style Historic Resources sont des structures formant un district historique dans le comté d'Itasca, dans le Minnesota, aux États-Unis. Situé au sein du Scenic State Park, ce district emploie le style rustique du National Park Service. Il est inscrit au Registre national des lieux historiques depuis le 8 juin 1992.